# Plocamopherus ocellatus
Plocamopherus ocellatus é uma espécie de molusco pertencente à família Polyceridae.
A autoridade científica da espécie é Rüppell & Leuckart, tendo sido descrita no ano de 1828.
Trata-se de uma espécie presente no território português, incluindo a zona económica exclusiva.